# Svarttjärnen (Malungs socken, Dalarna, vid Romamäck)
Svarttjärnen är en sjö i Malung-Sälens kommun i Dalarna och ingår i Dalälvens huvudavrinningsområde. Vid provfiske har elritsa och öring fångats i sjön.